# Burg Spaltfels
Die Burg Spaltfels ist eine abgegangene Spornburg am Beginn einer langgezogenen schroffen Felsrippe, dem Spaltfelsen, auf 750 m ü. NN hoch über der Donau circa 1200 Meter südlich der Gemeinde Irndorf im Landkreis Tuttlingen in Baden-Württemberg. 

## Beschreibung
Von der ehemaligen Burganlage auf einem rechteckigen Felsplateau ist abgesehen von dem nach Norden vorgelagerten Halsgraben nichts erhalten. Die Burganlage hatte eine Länge von etwa 60 Meter, eine Breite von etwa 35 Meter und eine Innenfläche von etwa 2000 Quadratmeter. 